# Hypocometa praeëminens
Hypocometa praeëminens är en fjärilsart som beskrevs av Louis Beethoven Prout 1916. Hypocometa praeëminens ingår i släktet Hypocometa och familjen mätare. Inga underarter finns listade i Catalogue of Life.